# Mia Wasikowska

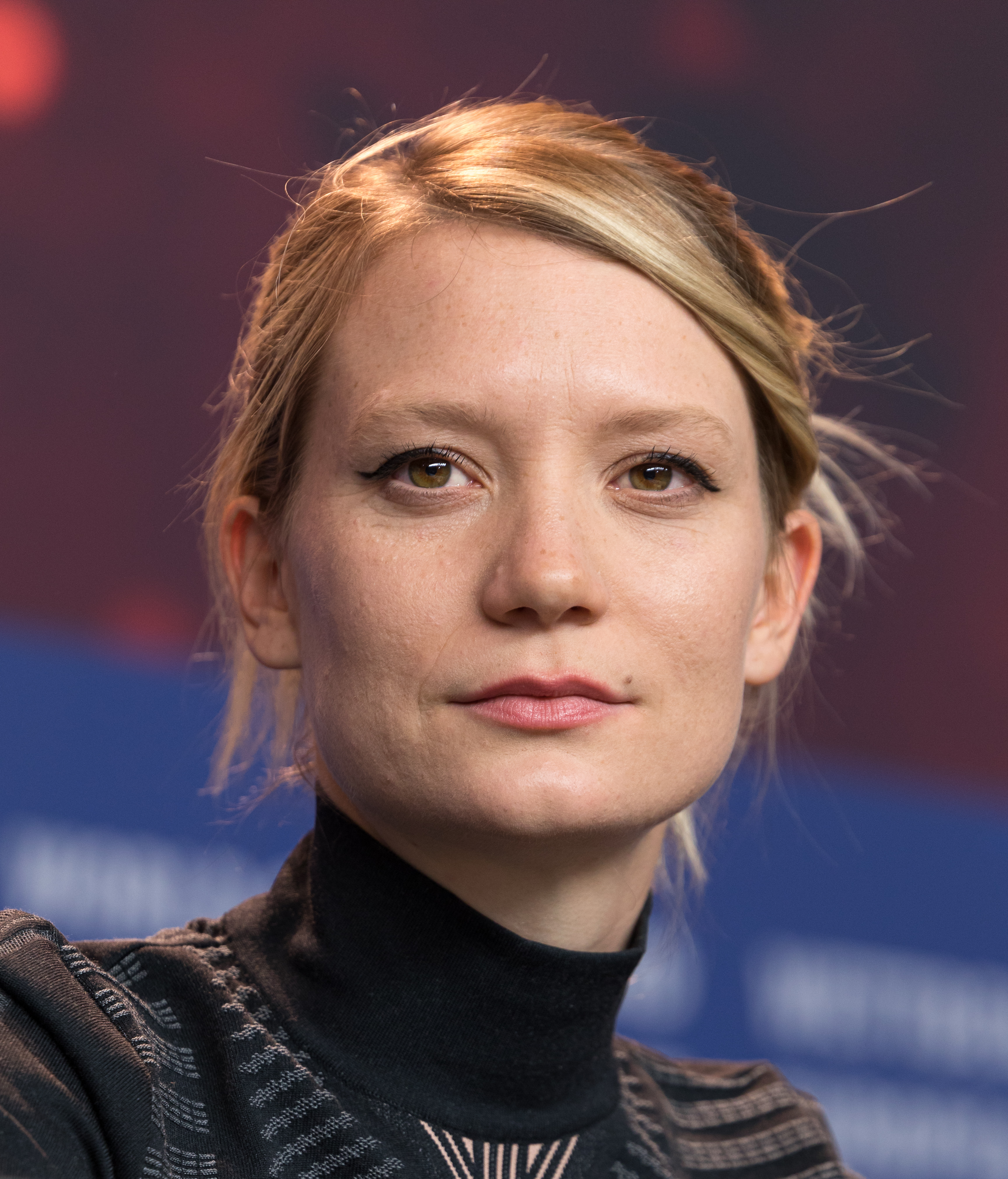
Mia Wasikowska bei der Premiere des Films Smoking Gun – Nicht jede Frau will gerettet werden im Februar 2018 auf der Berlinale

Mia Wasikowska (* 14. Oktober 1989 in Canberra) ist eine australische Schauspielerin. Bekanntheit erlangte sie vor allem durch Auftritte im US-amerikanischen Fernsehen (In Treatment) und Kino (unter anderem Alice im Wunderland, The Kids Are All Right und Jane Eyre).

## Leben

### Kindheit und Ausbildung
Ihr australischer Vater John Reid lehrt Fotografie an der Canberra School of Art und der Australian National University (ANU). Ihre polnische Mutter Marzena Wasikowska emigrierte im Alter von zwölf Jahren von Polen nach Australien, unterrichtet im selben Fach und ist als Künstlerin tätig.
Wasikowska wuchs mit einer älteren Schwester und einem jüngeren Bruder in Canberras Stadtteil Cook auf. Ihre Kindheit beschreibt sie als „umgeben von allerhand Kunst und Kultur“. Ihre Mutter ließ sie als Kind ungezwungen für Fotos posieren und nahm sie im Alter von acht Jahren auf eine einjährige Fotoreise nach Polen, Frankreich, Deutschland und Russland mit. „Ich hatte immer Spaß, von meiner Mutter fotografiert zu werden. Wir hatten niemals Angst zu lächeln oder zu spielen […]. Wir taten unsere Dinge und sie machte Bilder von uns. Genauso wie ich es mag, in Filmen zu arbeiten. Ich mag es, davon gefesselt zu sein, was meine Figur tut“, so Wasikowska. Auch machte ihre Mutter sie mit dem europäischen Kino und Independentfilmen vertraut. Zu ihren frühen Lieblingsfilmen zählt sie Gillian Armstrongs Meine brillante Karriere, Krzysztof Kieślowskis Drei-Farben-Trilogie sowie Gus Van Sants Elephant.
Früh widmete sich die eher scheue Wasikowska wie ihre Geschwister dem Tanz. Neben der Schule trainierte sie bis zu 35 Stunden in der Woche Ballett und modernen Tanz. Aufgrund der Belastung und ihres Perfektionismus gab Wasikowska aber im Alter von 14 Jahren den Wunsch auf, Tänzerin zu werden, und widmete sich der Schauspielerei. „Ich sah eine Vielzahl an Filmen, die vom Gegenteil handelten, über Unvollkommenheit, und ich mochte das wirklich. Ich dachte, es bei der Schauspielerei auf einen Versuch ankommen zu lassen, ich erwartete niemals wirklich, dass es bergauf gehen würde“, so Wasikowska. Unterstützt von ihrer Mutter absolvierte sie noch im selben Jahr erste Probeaufnahmen bei einer Talentagentur in Sydney. Obwohl Wasikowska nie eine Schauspielschule besuchte, erhielt sie wenig später eine kleine Rolle als aufgewühlte Tochter einer Bordellbetreiberin in der australischen Fernsehserie All Saints, der Rollen in Studentenkurzfilmen der Australian Film Television and Radio School (AFTRS) folgten.

### Erfolg im australischen Film und internationale Angebote
Der Durchbruch als Schauspielerin stellte sich 2006 mit Paul Goldmans Suburban Mayhem ein. In dem Drama ist Wasikowska als junge und unschuldige Lilya zu sehen, die als Maniküre in einem Schönheitssalon arbeitet und von der narzisstischen Hauptfigur (gespielt von Emily Barclay) korrumpiert und zu Sex, Drogen und Gewalt verführt wird. Ihr Spielfilmdebüt brachte der 16-Jährigen noch im selben Jahr eine Nominierung als beste Nachwuchsdarstellerin bei den Australian Film Institute Awards, Australiens wichtigstem Filmpreis, ein. Weitere Auftritte in Kurzfilmproduktionen folgten, darunter 2007 die Titelrolle in Samantha Rebillets Cosette, in der Wasikowska als Tochter eines Einsiedlers zu sehen ist, die nach dem Tod des Vaters auf sich selbst angewiesen ist und es schafft, schrittweise den Weg zurück in die Zivilisation zu finden.
2007 war Wasikowska darüber hinaus mit Nebenrollen in Peter Carstairs’ 68er-Drama September und Greg Mcleans Thriller Rogue – Im falschen Revier (beide 2007) wieder im australischen Kino vertreten. In Rogue spielte sie neben Radha Mitchell und Michael Vartan die Rolle einer englischen Touristin, deren Mutter an Krebs erkrankt ist. Wasikowska ging nach den mehrmonatigen Dreharbeiten im Northern Territory und in Victoria vorzeitig vom Hawker College in Canberra ab und nahm Fernunterricht. Gleichzeitig bewarb sie sich mit Probeaufnahmen für eine US-amerikanische Filmproduktion. Sie bekam zwar die Rolle nicht, doch nach dem Vorsprechen in den Vereinigten Staaten wurde sie dort von einer Agentur unter Vertrag genommen. Diese vermittelte ihr ein Vorsprechen für die US-Fernsehserie In Treatment – Der Therapeut. Wasikowska erhielt eine der Hauptrollen in dem Format, das ab Januar 2008 auf HBO ausgestrahlt wurde. Gabriel Byrne spielte darin einen Psychotherapeuten, der unter anderem eine junge, von Wasikowska dargestellte selbstzerstörerische Turnerin mit Olympia-Träumen wöchentlich betreut. Für ihre Darstellung erhielt sie großes Lob seitens der US-amerikanischen Kritik und im Juni 2008 zusammen mit Abbie Cornish (Stop-Loss) den Breakthrough Award des Australian Film Institute. Im selben Jahr wurde sie vom US-amerikanischen Branchendienst Variety in dessen Liste der Top Ten der „Actors to watch“ aufgenommen.

### Internationales Kino

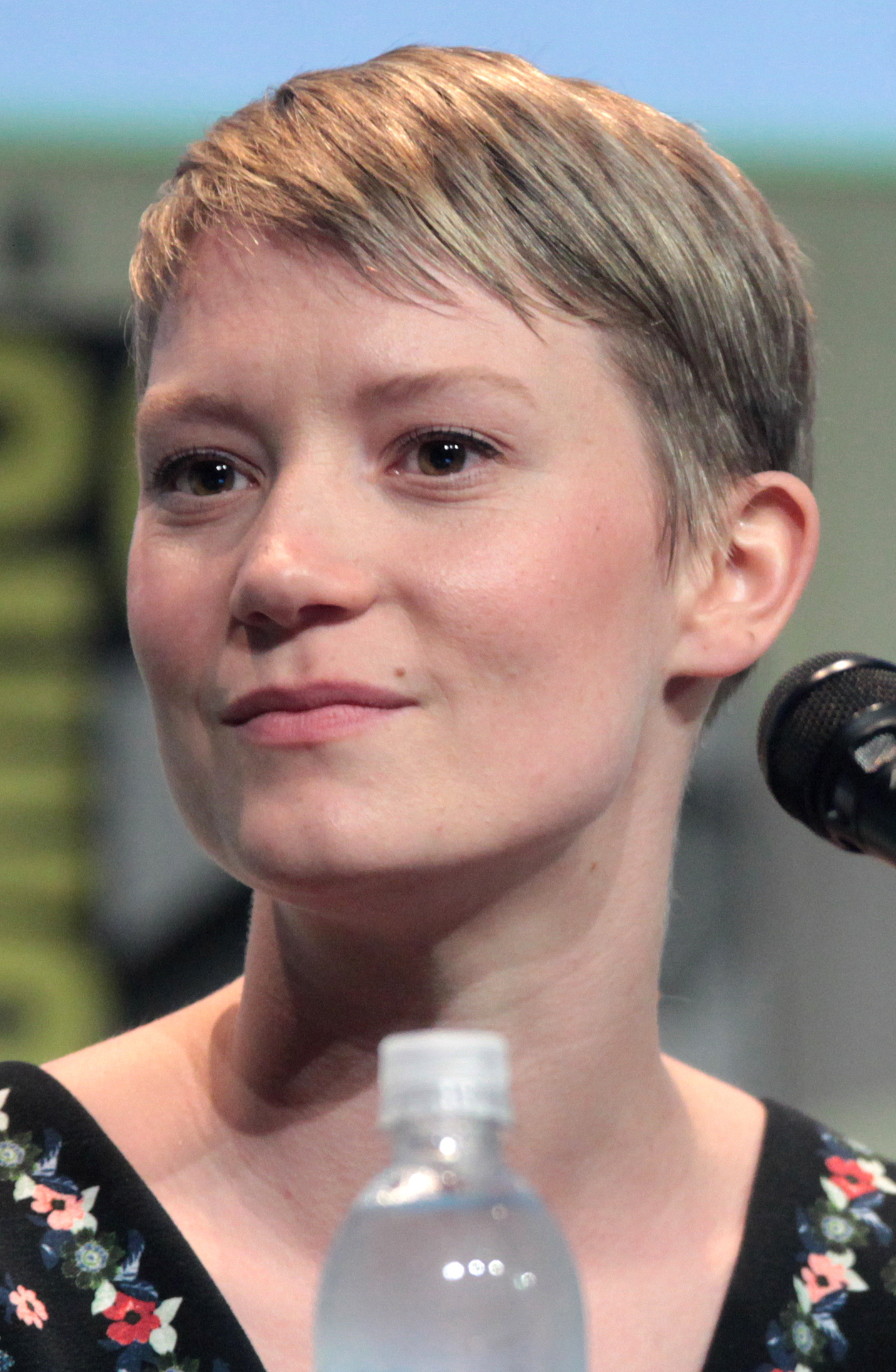
Mia Wasikowska (2015)

Nachdem sie durch In Treatment einem breiten amerikanischen Fernsehpublikum bekannt geworden war, erhielt sie Rollen in Edward Zwicks Kriegsdrama Defiance – Für meine Brüder, die niemals aufgaben und Mira Nairs Amelia-Earhart-Biografie Amelia, in denen sie unter anderem an der Seite von so bekannten Kollegen wie Daniel Craig, Hilary Swank oder Richard Gere zu sehen war. Ende Juli 2008 wurde bekannt, dass Wasikowska an der Seite von Johnny Depp die Titelrolle in Tim Burtons Neuverfilmung des Kinderbuchklassikers Alice im Wunderland interpretieren würde, deren Kinostart Anfang März 2010 erfolgte. Alice im Wunderland war an der Kinokasse ein großer Erfolg beschieden. Der Film belegte mit einem weltweiten Einspielergebnis von über einer Milliarde US-Dollar Platz zwei hinter dem Animationsfilm Toy Story 3. Im selben Jahr folgte eine Nebenrolle in Lisa Cholodenkos The Kids Are All Right. In der preisgekrönten Komödie spielte Wasikowska die durch künstliche Befruchtung gezeugte Tochter eines lesbischen Paares (gespielt von Annette Bening und Julianne Moore), die ihren biologischen Vater kennenlernen will. Durch den Kassenerfolg beider Filme (1,03 Milliarden US-Dollar) belegte die australische Schauspielerin im Dezember 2010 nach einer Erhebung des Forbes Magazine gemeinsam mit Johnny Depp (Alice im Wunderland und The Tourist) hinter Leonardo DiCaprio (Shutter Island und Inception) Platz zwei der finanziell erfolgreichsten Schauspieler Hollywoods.
Mia Wasikowska nennt die Schauspielerinnen Emily Barclay, Cate Blanchett, Abbie Cornish, Miranda Otto sowie Holly Hunter und Robin Wright Penn als Vorbilder. Sie begeistert sich auch für die neueren Filme von Gus Van Sant, mit dem sie 2011 für das Drama Restless zusammenarbeitete. Darin spielte sie ein todkrankes Mädchen, das sich in einen todessehnsüchtigen Jungen (gespielt von Henry Hopper) verliebt. Im selben Jahr folgte die Titelrolle der Jane Eyre neben Michael Fassbender in Cary Joji Fukunagas gleichnamiger Literaturverfilmung nach Charlotte Brontë sowie der Part als Objekt der Begierde von Glenn Close in dem Historiendrama Albert Nobbs. 2012 erschien Wasikowska in dem US-amerikanischen Historienfilm Lawless – Die Gesetzlosen in der Nebenrolle einer Mennoniten-Predigertochter, in die sich Hauptdarsteller Shia LaBeouf verliebt.
2013 spielte Wasikowska unter anderem als Hauptdarstellerin in Park Chan-wooks Horrorthriller Stoker neben Nicole Kidman und Matthew Goode sowie 2014 als Madame Bovary in einer Neuinszenierung von Sophie Barthes mit. 2015 übernahm sie erneut eine Hauptrolle, diesmal in Guillermo del Toros Fantasyfilm Crimson Peak.

### Privatleben
Trotz ihres Erfolgs in Hollywood beschreibt sich Wasikowska in Interviews als bodenständigen Menschen, der die Zeit zwischen beruflichen Terminen und Reisen bei den Eltern in Canberra verbringt. Neben ihrer filmischen Arbeit warb sie unter anderem als Model für das Modelabel Miumiu und sie geht wie ihre Eltern der Fotografie nach. Mit einem Bild, das bei den Dreharbeiten zu Jane Eyre entstand, erreichte Wasikowska das Finale eines von der National Portrait Gallery in Canberra ausgerichteten Wettbewerbs.

## Filmografie

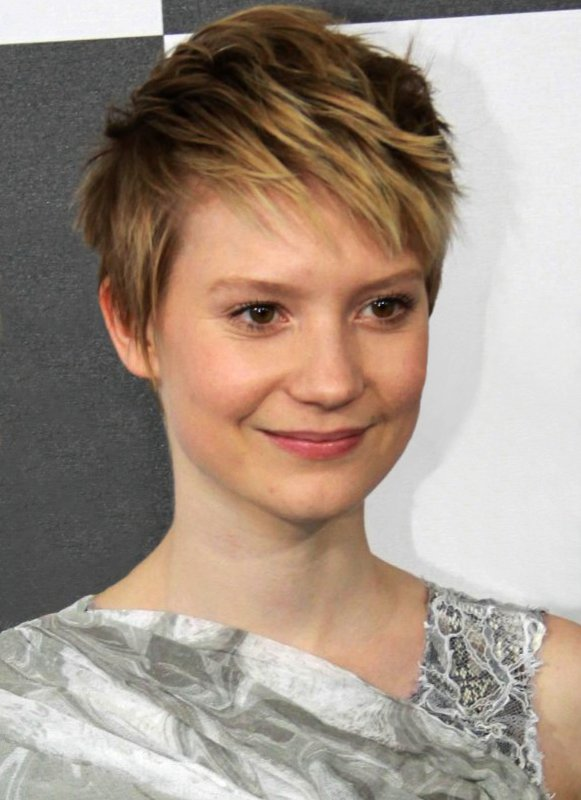
Mia Wasikowska (2010)

- 2004–2005: All Saints (Fernsehserie, 2 Episoden)
- 2006: Suburban Mayhem
- 2006: Eve (Kurzfilm)
- 2007: Lens Love Story (Kurzfilm)
- 2007: Cosette (Kurzfilm)
- 2007: September
- 2007: Rogue – Im falschen Revier (Rogue)
- 2007: Skin (Kurzfilm)
- 2008: I Love Sarah Jane (Kurzfilm)
- 2008: In Treatment – Der Therapeut (In Treatment, Fernsehserie, 9 Episoden)
- 2008: Summer Breaks (Kurzfilm)
- 2008: Defiance – Für meine Brüder, die niemals aufgaben (Defiance)
- 2009: That Evening Sun
- 2009: Amelia
- 2010: The Kids Are All Right
- 2010: Alice im Wunderland (Alice in Wonderland)
- 2011: Jane Eyre
- 2011: Restless
- 2011: Albert Nobbs
- 2011: Touch of Evil (Kurzfilm)
- 2012: Lawless – Die Gesetzlosen (Lawless)
- 2013: Stoker
- 2013: Spuren (Tracks)
- 2013: Only Lovers Left Alive
- 2013: The Double
- 2014: Maps to the Stars
- 2014: Madame Bovary
- 2015: The Nightingale and the Rose (Kurzfilm)
- 2015: Crimson Peak
- 2016: Alice im Wunderland: Hinter den Spiegeln (Alice Through the Looking Glass)
- 2017: Die Macht des Bösen (The Man with the Iron Heart)
- 2018: Piercing
- 2018: Smoking Gun – Nicht jede Frau will gerettet werden (Damsel)
- 2018: Black Comedy (Fernsehserie, Episode 3x01)
- 2019: Judy & Punch (Judy and Punch)
- 2019: Blackbird – Eine Familiengeschichte (Blackbird)
- 2020: The Devil All the Time
- 2021: Bergman Island
- 2022: Blueback
- 2023: Club Zero

## Auszeichnungen
- 2006: Nominierung für den Australian Film Institute Award für Suburban Mayhem (Beste Nachwuchsdarstellerin)
- 2008: Breakthrough Award bei den Australian Film Institute Awards für In Treatment
- 2009: Nominierung für den Australian Film Institute International Award für In Treatment (Beste Darstellerin)
- 2009: Spezialpreis der Jury des SXSW Film Festival für That Evening Sun (gemeinsam mit den übrigen Darstellern des Schauspielensembles)
- 2010: Nominierung für den Independent Spirit Award für That Evening Sun (Beste Nebendarstellerin)
- 2010: Hollywood Breakthrough Award des Hollywood Film Festival
- 2010: Australian Film Institute International Award für Alice im Wunderland (Beste Darstellerin)
- 2010: Teen Choice Award für Alice im Wunderland (Bester Filmkampf), zwei weitere Nominierungen (Beste Fantasy-Darstellerin und Beste Nachwuchsdarstellerin)
- 2011: Chlotrudis Award für The Kids Are All Right (gemeinsam mit den übrigen Darstellern des Schauspielensembles)
- 2011: Nominierung für den Empire Award für Alice im Wunderland (Beste Nachwuchsdarstellerin)
- 2011: Nominierung für den British Independent Film Award für Jane Eyre (Beste Hauptdarstellerin)
- 2012: Nominierung für den AACTA International Award für Jane Eyre (Beste Hauptdarstellerin)